# Тюрюшевська сільська рада
Тюрю́шевська сільська рада (рос. Тюрюшевский сельский совет) — муніципальне утворення у складі Буздяцького району Башкортостану, Росія. Адміністративний центр — село Тюрюшево.
Станом на 2002 рік існували Севадибашівська сільська рада (присілки Бакча, Бієк, Нижня Чатра, Севадибаш) та Тюрюшевська сільська рада (село Тюрюшево, присілки Каразірек, Кизил-Яр), які 2008 року були об'єднані.

## Населення
Населення — 1275 осіб (2019, 1672 у 2010, 1990 у 2002).

## Склад
До складу поселення входять такі населені пункти:
| Населений пункт       | Населення, осіб (2002) | Населення, осіб (2010) |
| --------------------- | ---------------------- | ---------------------- |
| Бакча, присілок       | 5                      | 4                      |
| Бієк, присілок        | 7                      | 4                      |
| Каразірек, присілок   | 149                    | 123                    |
| Кизил-Яр, присілок    | 243                    | 174                    |
| Нижня Чатра, присілок | 69                     | 41                     |
| Севадибашево, село    | 656                    | 604                    |
| Тюрюшево, село        | 861                    | 722                    |